# 2005 JY185
2005 JY185, também escrito como 2005 JY185, é um objeto transnetuniano que está localizado no Cinturão de Kuiper, uma região do Sistema Solar. Este corpo celeste é classificado como um cubewano. Ele possui uma magnitude absoluta de 6,8 e tem um diâmetro estimado com 192 km.

## Descoberta
2005 JY185 foi descoberto no dia 12 de maio de 2005 pelos astrônomos P. A. Wiegert e A. Papadimos.

## Órbita
A órbita de 2005 JY185 tem uma excentricidade de 0,070 e possui um semieixo maior de 44,177 UA. O seu periélio leva o mesmo a uma distância de 41,083 UA em relação ao Sol e seu afélio a 47,271 UA.